# ويليام والاس (مجدف)
ويليام والاس هو مجدف كندي، ولد في 12 أبريل 1904 في تورونتو في كندا، وتوفي في 20 يوليو 1967 في Otonabee–South Monaghan ‏ في كندا.

## وصلات خارجية
- ويليام والاس على موقع الاتحاد الدولي للتجديف (الإنجليزية)
- ويليام والاس على موقع اللجنة الأولمبية الدولية (الإنجليزية)
- ويليام والاس على موقع أوليمبيديا (الإنجليزية)
- ويليام والاس على موقع اللجنة الأولمبية الكندية (الإنجليزية)